# ویوه روسنبرگ
ویوه روسنبرگ (استونیایی: Viive Rosenberg؛ زادهٔ ۱۲ فوریهٔ ۱۹۴۳) سیاستمدار و نماینده سابق مجلس اهل استونی است.